# Haçane Alascari
Haçane ibne Ali Alascari (em árabe: ٱلْحَسَن ٱبْن عَلِيّ ٱلْعَسْكَرِيّ; romaniz.: Ḥasan ibn ʿAlī al-ʿAskarī; 846 - 874) foi um estudioso muçulmano e o 11.º imame do xiismo duodecimano, depois de seu pai Ali Alhadi. Haçane Alascari nasceu em Medina em 844 e foi levado com seu pai para a cidade-guarnição de Samarra em 848, onde os califas abássidas os mantiveram sob vigilância até a morte. Após a morte de Ali Alhadi em 868, a maioria de seus seguidores reconheceu seu filho, Alascari, como seu próximo imã. O contato de Alascari com a população xiita foi restringido pelos califas e, em vez disso, ele se comunicou com seus seguidores por meio de uma rede de representantes. Ele morreu em Samarra em 873-874 com a idade de cerca de vinte e oito anos e foi enterrado na casa da família ao lado de seu pai, que mais tarde se transformou no santuário de Alascari, um importante centro de peregrinação xiita. Fontes xiitas geralmente responsabilizam os abássidas pela morte de Alascari e seu pai. Um conhecido comentário xiita do Alcorão é atribuído a Alascari.
Alascari morreu sem deixar um herdeiro óbvio, o que criou uma confusão generalizada e fragmentou a comunidade xiita em várias seitas, todas as quais desapareceram em poucas décadas, exceto o xiismo duodecimano. Eles sustentam que Alascari teve um filho, comumente conhecido como Muhammad al-Mahdi (lit. 'o bem guiado'), que foi mantido escondido do público por medo da perseguição abássida. Al-Mahdi sucedeu ao imamado após a morte de seu pai e entrou em estado de ocultação. Diz-se que sua vida foi milagrosamente prolongada até o dia em que ele se manifestar novamente pela permissão de Deus para encher a terra com justiça. Embora na ocultação, o imame ainda permanece responsável na crença dos seus seguidores pela orientação espiritual da humanidade e os relatos xiitas de seus encontros ocasionais com os piedosos são numerosos e populares.

## Seus títulos
Alhadi (o guia), Alnaqui (o piedoso), Alzaqui (o puro) e Assamite (o quieto) estão entre seus títulos. "Ibne Arrida" (filho de Arrida) é um título pelo qual Aljauade, Alhadi e Alascari eram conhecidos.
"Alascari" também é um título para ambos os imãs, Alhadi e Alascari, pois foram forçados a permanecer em Samarra. uma cidade de guarnição não muito longe de Bagdá, que era a capital dos abássidas na época. "Ascar" (literalmente: exército) era um título menos conhecido para Samarra. Também ele foi chamado de "o último Haçanae" (الحسن الاخیر) porque ele era um homônimo do imame Haçane.

## Condições políticas e ideológicas da época
Desde o reinado de Mutavaquil (d. 232-247 AH / 847-861 AD), a política de tolerância de Ma'mun (d. 198-218 AH / 813-833 AD) e os califas depois dele com os xiitas, Tinha acabado. Durante o reinado de Mutavaquil, o santuário de Huceine ibne Ali foi destruído por sua ordem, e o décimo imã xiita, Alhadi, e seu filho Haçane Alascari foram convocados de Medina para Samarra, a capital de Mutavaquil, para ficarem sob a supervisão do califa. Mutavaquil não se absteve de qualquer meio de assediá-lo ou desrespeitá-lo. Os relatórios indicam que os imãs foram severamente pressionados em Samarra e que os xiitas no Iraque e no Hejaz estavam vivendo em condições difíceis. Almontacir, filho e sucessor de Mutavaquil, aboliu essas políticas e, como resultado, Alhadi ganhou mais liberdade. As políticas de Mutavaquil continuaram durante o tempo de Almostaim (d. 248-252 AH / 862-866 AD).
Durante o tempo dos últimos imãs xiitas, uma rede de representantes foi formada; O trabalho dessa rede era principalmente coletar fundos religiosos, como khums e zakat, e transmitir a mensagem do imame aos xiitas.
Devido às políticas administrativas, financeiras e militares de Mutavaquil, incluindo gastos excessivos, a instabilidade dos funcionários administrativos e a mudança da capital de Bagdá para Samarra, bem como sua virada religiosa para os hambalitas, o califado foi enfraquecido e ele foi assassinado em 247 AH/861 d.C. Com a guerra civil em Bagdá e Samarra mais de uma década após a morte de Mutavaquil, que levou ao assassinato de quatro califas, o império abássida foi praticamente fragmentado e dinastias relativamente independentes surgiram por potências militares locais em terras islâmicas. Essas novas dinastias, como os Safáridas, buscavam autonomia e descentralização.

## Nascimento e início da vida
Haçane Alascari nasceu em Medina em 231 ou 232 AH-834 ou 835 AD. No entanto, a maioria das fontes xiitas afirmam que Haçane ibne Ali nasceu no Rabi' al-Awwal 230 AH (novembro de 844). Os xiitas estão atualmente comemorando o oitavo dia de Rabi Atani como seu aniversário. Segundo a maioria das fontes, ele nasceu em Medina. Claro, alguns, como Dwight Donaldson, foram céticos, dizendo que não está claro se Haçane Alascari nasceu em Medina ou Samarra. Wilfred Madelung considera que a data de chegada de Ali Alhadi e sua família a Samarra é 23 de Ramadã de 233 AH (1 de maio de 848). Xeique Mofide menciona esta data em Jamadi Atani 243 AH (outubro de 857), que de acordo com Madelung está incorreto. Hans Halm também considera que a data da partida de Haçane Alascari para Samarra seja 233 ou 234 AH. De acordo com al-Tabari, esta mudança forçada no seu local de residência ocorreu no mesmo ano em que al-Mutawakkil ordenou a destruição do túmulo do Imam al-Husain e proibiu as pessoas de visitar o local.  Assim, Haçane Alascari viveu em Samarra a maior parte de sua vida e deixou a cidade apenas uma vez. Ele viveu apenas vinte e oito anos, durante seis dos quais foi Imam para aqueles xiitas que mais tarde foram identificados como Ithnaʿasharis.  Em Samarra, ele passou a maior parte do tempo ensinando o Alcorão e a Shari'a, e de acordo com Donaldson ele também pode ter estudado a língua lá, já que em anos posteriores ele era capaz de falar hindi com os indianos, turco com turcos e Persa com persas. Mas de acordo com os xiitas, a capacidade de falar em todas as línguas humanas foi dada aos imãs por Deus.
Seu pai era o décimo imame dos xiitas, Ali Alhadi, e sua mãe era uma escrava liberta (Um ualade), que é mencionada em várias fontes como hádice, Susan ou Salil.
Haçane Alascari também teve outros irmãos, incluindo Jafar, que ficou conhecido como Jafar Cadabe. Seu outro irmão se chamava Huceine. Também tinha um irmão mais velho chamado Maomé (228-252 AH).

## Família

### Esposa e filhos
Segundo os historiadores, a única esposa de Haçane Alascari era uma mulher mencionada em várias fontes. O nome mais famoso nas fontes é "Saqil", embora Narjis tenha se tornado popular nos últimos séculos. Os nomes de Susana, Reiané e Mariã também são mencionados. De acordo com uma narração, a mãe do Prometido Mádi era filha de um César romano oriental que foi capturado pelos muçulmanos e vendido como escrava a um dos companheiros de Alhadi em Bagdá. O filho de Ali Alhadi também se casa com essa mulher. Segundo a crença popular, a esposa de Alascari era Narjis Catum, a mãe do Prometido Mádi, filha do Império Romano. Seguindo o conselho dado a ela no mundo dos sonhos, ela se vendeu como escrava para ser comprada no Iraque por ordem de Alhadi, pai de Haçane Alascari, e se casar com Haçane Alascari. O relato desta história é registrado da seguinte forma: O pai de Haçane Alascari, Alhadi, colocou uma carta em escrita romana em uma bolsa vermelha com 200 dinares e a enviou para Bagdá com seu amigo Baxar ibne Suleimão, pedindo-lhe para ir a uma loja de escravos e encontrar um vendedor chamado Anre ibne Iázide. Tem uma empregada que clama em romano: "Mesmo que você tenha a riqueza e o orgulho de Salomão, filho de Davi, eu não vou dar atenção a você, então não desperdice seu dinheiro". Alhadi previra que o vendedor responderia que teria de vendê-lo de qualquer maneira; E a empregada responderá para não se apressar e deixá-la escolher seu próprio comprador. Bashar cita que ele deu a carta à empregada como lhe foi pedido, a empregada leu a carta e não conseguia parar de chorar. Ele então disse a Anre ibne Iázide que ela deveria vendê-lo ao autor da carta ou ela se mataria. Bashar diz que no caminho para Samarra, a empregada constantemente beijava a carta, e quando Bashar perguntou por que, a empregada respondeu que os descendentes do Profeta dissipariam suas dúvidas. Algum tempo depois, a empregada conta a Bashar a história completa de um sonho que ela teve e como escapou do palácio de seu pai. A descrição dessa narrativa e a discussão sobre a validade desse relato podem ser lidas no livro de Donaldson. De acordo com a maioria das fontes xiitas e sunitas, como Abu Almaali (d. Após 485 AH), ibne Atir (d. 555 AH) e ibne Xar Axobe (d. 588 AH) e ibne Talha (d. 625 AH) Seu único filho chama-se Maomé, que segundo a tradição popular xiita nasceu em meados de Xabã 255 AH, e é claro que os anos 254 e 256 AH também são mencionados nas fontes. Ele mostrou seu filho a quarenta de seus companheiros mais próximos, então Maomé desapareceu. Haçane Alascari manteve o nascimento da criança em segredo para que os agentes do califa não o prejudicassem.

## Imamado
De acordo com os xiitas, Haçane Alascari tornou-se imame aos 22 anos. Seu imamado continuou por 6 anos de 868 a 874, que é o período mais curto entre os Imames xiitas.

### Visualizações no imamado
Imam Ali al-Hadi morreu em 254/868. Seu filho mais velho, Abu Jafar Muhammad, faleceu três anos antes dele. ‘Muhammad era adorado pelo seu pai e pela comunidade xiita como um todo. Ele era a escolha óbvia para suceder ao pai, e essa era a expectativa generalizada. Alguns relatórios até sugerem que seu pai escolheu explicitamente Maomé entre seus filhos para suceder ao Imamato.  De acordo com fontes históricas, após a morte de Alhadi em 868, a maioria de seus seguidores reconheceu seu filho Haçane Alascari como seu próximo imã. Fontes xiitas relatam que Alhadi escolheu Haçane como o próximo imã alguns meses antes de sua morte.  Mas algumas minorias não aceitaram. Algumas pessoas disseram que Ali Alhadi não estava morto e havia desaparecido. Alguns acreditam no imamado de Maomé ibne Ali Alhadi, filho mais velho de Ali Alhadi - que já havia morrido - e disse que ele desapareceu ou seria ressuscitado após a morte. Alguns também acreditavam no imamado de Jafar ibne Ali, outro irmão de Haçane Alascari. No entanto, a morte de Maomé e as características inadequadas de Jafar impediram Haçane Alascari de enfrentar um sério desafio daqueles que acreditam em seu imamado.

### Haçane Alascari e os califas abássidas
Os califas abássidas sempre pressionaram e restringiram os imãs xiitas, e essas pressões culminaram na época de Javade, Alhadi e Haçane Alascari em Samarra, de modo que essas três pessoas não viveram muito. A perseguição e vigilância de Alhadi e Haçane Alascari foi tão grande que eles foram colocados entre o exército e por isso foram chamados de "Alascari". Algumas fontes dizem que Haçane Alascari passou quase todo o período de seu imamado na prisão domiciliar dos califas abássidas em Samarra e não teve contato social. No entanto, outros, referindo-se às reuniões que aconteciam em sua casa e em suas viagens, dizem que ele teve pouca e pouca liberdade no início do imamado, durante o qual os xiitas tiveram contato com ele. Ele também organizou uma rede de representantes e levantou fundos.
O imamado de Alascari coincidiu com os califados de Almutaz (r. 866–869), Almutadi (r. 869–870) e Almutâmide (r. 870–892), que eram todos califas fracos e o poder estava nas mãos de comandantes militares turcos e berberes. No início do imamado, tinha relativa liberdade e morava em sua casa, encontrando xiitas na rua ou ocasionalmente em casa. Mas em pouco tempo, já em 869, o califa começou a suspeitar dele por suas atividades, incluindo arrecadação de fundos e correspondência com seus seguidores. Haçane Alascari então foi preso. Durante este período, vários planos foram feitos para assassiná-lo, nenhum dos quais foi realizado, e Almutaz morreu durante este período. O período de prisão também continuou durante o curto período do próximo califa, Almutadi. Almutadi fez um plano para assassiná-lo. No entanto, foi derrubado pouco depois, em uma revolta em 870, e morreu algum tempo depois. A maior parte da prisão do imame está relacionada ao período de Almutâmide.

#### Imam Askari e a rede de representantes (Wukala)
Nas pesquisas contemporâneas, entre as palavras utilizadas para designar os agentes dos imãs, a palavra “advogado” e seus derivados, como advogado e advogados, são os mais utilizados. De acordo com a análise do significado e da origem lexical da representação, a ação dos imãs xiitas em nomear pessoas como seus representantes deveu-se à necessidade que sentiam; Porque a comunicação direta entre imãs e xiitas não era possível tanto por razões de segurança como devido à distância entre os centros xiitas e a residência do imã.  As fontes imamitas indicam que o sexto Imam al-Sadiq foi o primeiro Imam a empregar um sistema subterrâneo de comunicação (alTanzim al-Sirri) entre a sua comunidade.  O objetivo principal do Wikala era coletar os khums, o zakat e outros tipos de esmolas para o Imam de seus seguidores. Embora o Wikala possa ter tido outros propósitos naquela época, as fontes raramente os registram. Al‑Sadiq dirigiu as atividades da organização com tanto cuidado que os ‘Abássidas não tinham conhecimento da sua existência.  De acordo com Baharloi, este sistema, que aparentemente foi estabelecido para coletar e entregar fundos e direitos da Sharia, como khums, zakat e presentes xiitas aos imãs, estava ocupado com outras tarefas pelas quais o representante de um imã deveria ser responsável. como advogado de um imã. Entre outras coisas, podemos mencionar o papel científico e religioso e a entrega de cartas contendo perguntas sobre a sharia e pedidos xiitas dos imãs e, mais importante, o papel orientador na introdução do imã após a morte do imã anterior.  Durante o longo Imamato do décimo Imame, al-Hadi (220-254/835-868) novas tendências surgiram entre os Imamitas devido a circunstâncias históricas, tendências que mais tarde desempenhariam um papel perigoso durante o tempo de o Décimo Segundo Imame.  A ausência de contacto direto entre o Imam e os seus seguidores levou a um aumento do papel religioso e político do Wikala, de modo que os agentes do Imam ganharam mais autoridade na gestão dos seus assuntos. Gradualmente, a liderança do Wikala tornou-se a única autoridade que poderia determinar e provar a legitimidade do novo Imam.  Quando al‑Jawad morreu em 220/835, os líderes proeminentes da organização realizaram uma reunião secreta na casa de Muhammad b. al-Faraj para determinar o próximo Imam, que provou ser al-Hadi. Os agentes do Imam gradualmente ganharam muita experiência na organização dos seus partidários em unidades separadas. Vários relatos sugerem que os agentes dividiram seus seguidores em quatro grupos distintos de acordo com a área. O primeiro incluía Bagdá, Mada’in, Sawad e Kufa, o segundo Basra e al‑Ahwaz, o terceiro Qum e Hamadan, e o quarto o Hijaz, Iêmen e Egito. (Husien-125) Cada área foi confiada a um agente independente, sob o qual foram nomeados muitos agentes locais.  Este sistema salvou a organização de danos que de outra forma seriam inevitáveis, após o duro ataque de al‑Mutawakkil às suas células políticas clandestinas em 235/850. Da mesma forma foi salvo do ataque de al‑Musta’in em 248/862. Deve-se notar que durante a época do décimo e décimo primeiro Imames, a liderança da organização nas quatro áreas foi monopolizada por alguns indivíduos. Suas tarefas mais tarde recaíram sobre seus descendentes e permaneceram sob seu controle durante a mais curta ocultação do Décimo Segundo Imame. Por exemplo, ‘Ali b. Mazyar era o agente de al-Jawad e al-Hadi em al-Ahwaz, enquanto seus filhos eram os agentes do Décimo Primeiro e do Décimo Segundo Imame na mesma região. (Husien-126) Wikala atingiu seu auge durante a época do Imam Hassan Askari, e o Imam tinha representantes em todas as áreas xiitas que eram mediadores entre o Imam e o povo. 

### Questão Social e Política

#### A Divisão Sobre a Sucessão do Imamato
A doutrina do imamato, e a visão de que o mundo nunca mais seria desprovido de uma autoridade espiritual definitiva (hujja), foi estabelecida no início da história xiita, antes da época do Imam Jafar al-Sadiq.  Este ensinamento é encontrado no capítulo relevante (Kitāb al-hujja) de Usul al-Kaif com uma atribuição inicial.  Em períodos posteriores, no entanto, a questão do imamato encontrou desafios, cuja natureza e extensão podem ser discernidas nas cartas e proclamações emitidas aos xiitas por al-Askari. Estes são registrados em coleções posteriores, nas quais ele responde às dúvidas levantadas por seus seguidores e reafirma os princípios xiitas em geral e o hujja e o imamato em particular, incluindo a confirmação de que o mundo nunca está desprovido de um hujja. Ele também ensinou que se o mundo alguma vez se deparasse com uma ruptura no imamato e a sua continuidade fosse interrompida, os assuntos de Deus, ou seja, seriam resolvidos. os assuntos de todas as coisas existentes ficariam desordenados (mukhtall). Esta seria uma prova a posteriori (khalfī) de que tal interrupção nunca ocorreu.   As diferenças sobre a sucessão materializaram-se com a morte do Imam Muhammad al-Hadi, quando seus adeptos se dividiram em quatro facções.  Uma parte acreditava que o Imam não havia morrido, mas sim ocultado.  Outro reivindicou o imamato para seu filho mais velho, Muhammad, que morreu durante a vida de seu pai, mas que eles alegaram estar vivo, embora invisível aos olhos.   Uma terceira facção sustentava que Maomé havia morrido, mas foi então restaurado à vida para evitar a cessação do imamato.   Quarto, havia outro pequeno grupo, conhecido como Jaʿfariyyat al-khallaṣ (O Jafariyyat Puro), que acreditava que após a morte de Muhammad, seu pai, al-Hadi, havia designado outro filho, Jafar b. Ali, como seu sucessor.  De acordo com uma fonte, a maioria dos xiitas favorecia Hasan al-Askari e que os adeptos dos outros três grupos eram minoria.   De acordo com a tradição Imami, ele foi designado para suceder ao imamato por seu pai um mês antes da morte deste em 254/868. 
Outro movimento, liderado por Muḥammad b. Nuṣayr (falecido em 270/883) e, portanto, conhecido como Nuṣayriyya, surgiu.   Há uma variação considerável nas fontes a respeito dos ensinamentos deste homem. Alguns afirmam que ele era um seguidor dos ensinamentos de Abu'l Khattab; alguns dizem que ele considerava 'All al-Hadi, o Décimo Imã, como Deus e que ele, Ibn Nusayr, era seu profeta; alguns afirmam que ele considerava 'All al-Hadi o Imam e o filho de 'All, Muhammad, que morreu em 249/863, era o Mahdi, enquanto ele se autoproclamou em 245/859 como o Bab (Portão) de' All al-Hadi.  Parece que a essa altura apareceu ainda outro agrupamento, que sustentava em meio a todas as dúvidas e confusões que era possível que a cadeia de sucessão dos Imames fosse interrompida antes do fim do mundo. Embora os relatos dos diferentes grupos xiitas não digam que tal tendência existia na época do Imam al-Askari, sabemos que um grupo que aderiu a estas noções existia no momento da morte do Imam.  

#### Os conflitos do Imam com o Califado
Durante a maior parte da vida de Hasan al-Askari, o califado Abássida foi instrumento de comandantes militares rivais, com os soldados turcos a ocuparem posições influentes no estado. (moman-44)  A rivalidade e a hostilidade entre comandantes e oficiais tiveram o efeito de tornar os reinados da maioria dos califas bastante curtos, o que enfraqueceu gravemente as bases do califado.  Os relatos deste período nas histórias gerais, al-Tarikh de al-Tabari e al-Kāmil de Ibn al-Athīr, mostram até que ponto estas rivalidades desestabilizaram e colocaram em perigo a vida do público em geral.  Numa das orações de súplica do Imam, ele descreve as condições prevalecentes assim: ‘Tiranos dominam a Sua Terra e gozam de soberania sobre as Suas terras. Eles tomaram a Sua religião como um brinquedo. Apropriaram-se do fayʾ (receita das terras conquistadas) dos muçulmanos e privaram as pessoas dos seus direitos”.  À luz das condições políticas precárias, al-Hasan al-Askari viu-se sob vigilância. Ele não podia dar-se ao luxo de ser politicamente quieto porque a sua posição o obrigava a não ignorar as injustiças.  

##### O Reinado al-Mustaʿīn (r. 248–252/862–866)
Seu primeiro ato político (conhecido) ocorreu quando ele tinha cerca de vinte anos. Em 252/866, dois anos antes de suceder ao imamato, ele enviou uma carta a Abu Ahmad Ubayd Allah b. ʿAbd Allāh b. Ṭāhir do clã Ṭāhirid, onde al-Askari chamou o califa, califa, al-Mustaʿīn (r. 248–252/862–866), de "tirano" (ṭāghī) e orou a Deus para que ele fosse removido do cargo. Abu Ahmad era uma figura influente no estado abássida e chefiava a polícia (ṣāhib alshurṭa).   Poucos dias depois de al-Askari ter despachado sua carta, al-Mustaʿīn foi deposto e morto.  

##### O Reinado de Al-Mu'tazz (r. 252-255/866–869)
Al-Muʿtazz foi entronizado no lugar de al-Mustaʿīn.  Inicialmente, ele não demonstrou nenhuma hostilidade externa em relação a al-Askari ou seu pai. Em 254/868, quando al-Askari sucedeu seu pai, ele continuou a desfrutar de relativa liberdade de ação e movimento, apesar de sua prisão domiciliar. Isso é aparente em relatos de suas atividades e em relatos de seus encontros com seguidores nos primeiros dias de sua vida. Sua casa não era um local seguro para encontros com amigos e seguidores.   Durante 255/869, o segundo ano de seu imamato e o último de al-Muʿtazz como califa, Hasan al-Askari foi preso. Ṣāliḥ b. Waṣīf, um oficial turco e filho de um general turco, agora o mais poderoso funcionário do governo, era hostil a ele.  De acordo com um relato, al-Muʿtazz ordenou que Saʿīd, um camareiro, levasse o Imam para Kufa sob algum pretexto e, a caminho, organizasse sua morte, mas para fazê-la parecer acidental.  Notícias dessa conspiração circularam entre o povo, despertando raiva e frustrando a conspiração. 

##### O Reinado de al-Muhtadī (r. 255–256/869–870)
Al-Muʿtazz foi deposto logo depois, e al-Muhtadī, o filho do califa al-Wāthiq, foi instalado no trono.   Seu reinado durou apenas um ano (ou mais); foi caracterizado por conflitos abertos entre generais turcos. Inicialmente, Ṣāliḥ b. Waṣīf manteve poder suficiente na corte para desafiar al Muhtadī.  O Imam foi libertado por al-Muhtadī, mas mantido em prisão domiciliar.   Consequentemente, o poder dos oficiais turcos que também eram hostis aos xiitas aumentou.  No final do reinado de al-Muhtadī, o califa adotou uma política de repressão aos xiitas.  O tratamento ruim de al-Muhtadī aos xiitas presos, como Abu Hisham Jafari, também aumentou.   Muhtadī até decidiu assassinar o Imam, mas foi morto antes que pudesse agir.  

##### O Reinado de al-Muʿtamid (256–279/870–892)
Al-Muhtadī foi sucedido por al-Muʿtamid. Hasan al-Askari esteve vivo durante os primeiros quatro anos de seu reinado de vinte e três anos.  Houve várias revoltas Alid nos primeiros meses do califado de al Muʿtamid, notavelmente, uma revolta em Kufa.  Kufa era um centro de apoio Zaydi; este episódio pode ser visto como uma de uma série de revoltas Zaydi. Ali b. Zayd, tendo ganho o controle de Kufa, expulsou o representante do califa; a revolta de Zayd, no entanto, foi rapidamente reprimida.  Mais preocupante para o regime foi a revolta Zanj, liderada por Ali b. Muhammad e conhecida como 'Sahib al-Zanj'. Ele tinha ligações com os Zaydis do sul do Iraque e Khuzestan. A revolta durou de 255–65/869–79 e foi generalizada. {{Sfn|Pishvai|2018|p=90}  O Sahib al-Zanj foi uma causa de preocupação para a liderança xiita. Assim, Hasan al-Askari respondeu a uma pergunta sobre suas opiniões sobre Sahib al-Zanj, com a declaração de que 'Sahib al-Zanj não é um de nós, o povo da Casa [Profética]'.  Em Ṣafar 260/novembro–dezembro de 873, al-Muʿtamid ordenou que ʿAlī b. Jurayn, um alto oficial, prendesse o Imam Hasan e seu irmão Jafar, e relatasse a ele diariamente notícias de suas condições na prisão. No entanto, um mês ou mais depois, o califa ordenou sua libertação, provavelmente devido à situação política tensa.   Adorador de al-Qurashi, o Imam Abu Muhammad (a.s.) sofreu diferentes tipos de danos e angústias de al-Mu'tamid. Ele cercou o imã com detetives e policiais para vigiá-lo e perseguir todos os jurisprudentes, ‘Ulama’ e os xiitas que tentaram encontrá-lo. Ele permaneceu sob vigilância até ser assassinado com veneno por ordem de al-Mu’tamid. 

#### Milagres
Allah forneceu aos profetas e seus guardiões milagres que as pessoas comuns eram incapazes de fazer, a fim de servirem como provas para as missões desses profetas e guardiões, caso contrário eles falhariam em cumprir suas missões e nenhuma das pessoas acreditaria neles. Allah lhes revelou o que estava dentro dos corações das pessoas e o conhecimento dos eventos que aconteceriam. Allah concedeu isso aos imãs de Ahlul Bayt e um deles era o Imam al-Hasan al-Askari. Aqui mencionamos algumas narrações sobre este assunto: 
1. Al-Hasan an-Naseebi disse: ‘Ocorreu-me que se o suor de um junub17 era puro ou não. Fui à casa de Abu Muhammad al-Hasan para perguntar-lhe sobre isso. Era noite e então dormi. De madrugada, ele saiu e me encontrou dormindo. Ele me acordou e disse: ‘Se for lícito, é puro, e se for proveniente de algo ilícito, não é. 
2. Um dos milagres relatados sobre Hasan al-Askari é que na sua infância ele caiu em um poço e as mulheres da casa gritaram em desespero e correram para relatar o acidente ao seu pai, que estava ocupado fazendo suas orações. O pai permaneceu sereno, segundo o relato, e garantiu-lhes que o menino ficaria bem. Ele foi deliberadamente até o poço, e eis que a criança foi vista brincando alegremente em cima da água, e mais do que isso, a água subiu rapidamente à superfície para que ele fosse resgatado com facilidade. 
3. Abu Hashim disse: ‘Uma vez, reclamei com Abu Muhammad (al-Askari) sobre a angústia da prisão e as dores dos laços. Ele me escreveu: 'Você deve oferecer a oração do Dhuhr (meio-dia) em sua casa hoje.' Fui libertado (da prisão) ao meio-dia e fiz a oração em minha casa como o imã havia dito.' 
4. Abu Hashim disse: “Ouvi Abu Muhammad dizer: ‘No paraíso há um portão chamado al-Ma’ruf (boa ação). Ninguém superará isso, exceto as pessoas de boas ações.’ Agradeci a Allah comigo mesmo e fiquei encantado porque muitas vezes satisfazia as necessidades das pessoas. Abu Muhammad olhou para mim e disse: ‘Sim, eu sabia o que você estava pensando. As pessoas de boas ações nesta vida serão as pessoas de boas ações na vida após a morte. Que Allah faça você deles, ó Abu Hashim, e tenha misericórdia de você.’” 
5. Muhammad bin Hamza ad-Duri disse: ‘Escrevi ao Imam Abu Muhammad pedindo-lhe que orasse a Allah para que eu me tornasse rico depois de ter ficado pobre e temia ser exposto. Sua resposta veio até mim dizendo: “Fique encantado! A riqueza veio para você de Allah, o Todo-Poderoso. Seu primo Yahya bin Hamza morreu e deixou para você cem mil dirhams. Ele não tinha herdeiro exceto você. O dinheiro chegará até você em breve. Graças a Alá, seja econômico e tome cuidado com o desperdício!” O dinheiro e a notícia da morte do meu primo chegaram até mim alguns dias depois. Minha pobreza desapareceu. Paguei os direitos de Allah, ajudei meus irmãos e tornei-me econômico depois de ter desperdiçado.’ 
De acordo com al-Qurashi, os historiadores mencionaram muitos exemplos sobre o conhecimento do imã sobre o que as pessoas escondiam dentro de si e sobre a sua previsão de diferentes eventos e ocorrências. Todos esses eram sinais do seu imamato, pois, além dos imãs, ninguém tinha qualquer conhecimento sobre tais coisas. Abu Hashim, que foi um dos melhores e mais confiáveis estudiosos e companheiro próximo do Imam Abul Hasan al-Hadi e do Imam Abu Muhammad al-Askari, narrou a maioria das tradições que falavam sobre os sinais desses dois imãs. Ele disse: ‘Sempre que fui a Abul Hasan e Abu Muhammad, vi uma prova e evidência sobre o (imamato) deles.’ 

## Posição científica
Nas narrativas xiitas, Alascari é o reservatório de conhecimento e o sucessor de Maomé, o Profeta do Islã. Havia muitas dúvidas religiosas durante o tempo de Haçane Alascari. Alascari, no entanto, ao contrário de seus pais, que tinham mais liberdade, não podia responder diretamente às perguntas dos céticos; No entanto, em resposta àqueles que questionaram especificamente o Alcorão, ele escreveu escritos, incluindo um comentário atribuído a ele. Diz-se que Alquindi - conhecido como o primeiro filósofo islâmico - escreveu um livro intitulado As Contradições do Alcorão. Quando a notícia chegou a Alascari, ele convocou um dos alunos de Alquindi e perguntou se um homem sábio poderia ser encontrado entre eles para impedir Alquindi de fazê-lo. O aluno respondeu que Alquindi era seu professor e não podia justificá-lo ou dissuadi-lo. Haçane Alascari, no entanto, instruiu-o a questionar Alquindi e dissuadi-lo de seu trabalho. Alascari pediu-lhe para ir a Alquindi, ser educado e pedir-lhe para ajudá-lo: "Quando ele se sentir confortável com você, pergunte a ele se é possível que outra pessoa entenda o significado do Alcorão além do que você tem em mente?" Alquindi responderá: "Claro! "Porque ele é quem entende quando ouve." Se ele disser isso, responda: "Como você sabe? "Talvez ele entenda um significado diferente do que você entendeu, e então crie um significado falso para o Alcorão." "Diga-me, de onde você tirou essa palavra?" Quando Alquindi ouviu a história original, ele disse: "Agora você disse a verdade! "Nada como isso sairá daquela casa (Ahl al-Bayt)". Alquindi teria queimado seu livro após o incidente.
De acordo com fontes xiitas, ele tinha conhecimento divino mesmo quando criança. Um dia um homem a viu, que era apenas uma criança, chorando. Para acalmá-la, o homem disse que compraria um brinquedo para ela brincar. Alascari respondeu: "Nós não fomos criados para jogar." O homem disse: "Então por que fomos criados?" Alascari respondeu: "Para adoração e aprendizado." O homem perguntou de onde ele obteve essa resposta. Alascari recitou um versículo do Alcorão: "Então você pensou que Nós te criamos inutilmente e que para Nós você não seria devolvido?" (Alcorão 23: 115). O homem surpreso disse: "O que uma criança inocente como você fez para chorar?" Alascari disse: ‘Fique longe de mim! Eu vi minha mãe incendiar grandes pedaços de lenha mas o fogo não é aceso exceto com pequenos pedaços, e temo que eu seja dos pequenos pedaços da lenha do Inferno. 

#### Conhecimento e adoração
O Imam ensinou que o propósito da criação da humanidade era duplo: conhecimento e adoração. A doutrina da humanidade sendo criada para adoração deriva diretamente do Alcorão (51:56); o fato de terem sido criados para o conhecimento pode ter sido derivado em um nível mais profundo de uma série de versículos da mesma escritura, como a narrativa que descreve como Adão aprendeu os nomes de todas as coisas (Q 2:31), e os versículos iniciais de ambas as suras 55 (alRaḥmān) e 96 (al-ʿAlaq). O Imam fez uma ligação subtil entre conhecimento e adoração, na medida em que encarava esta última como sendo mais uma questão de reflexão sobre os mandamentos divinos do que de realização de abundantes actos de adoração.  Diz-se que o Imam al-Askari desenvolveu a noção de rivalidade de oposição entre o intelecto (ʿaql) e a ignorância (jahl), que apareceu nos ensinamentos de Jafar al-Sadiq e Mūsa al-Kazim.  Al-Askari sustentou que os comandos e discursos divinos são endereçados apenas ao indivíduo racional ou inteligente (ʿāqil), não a outros. Assim como a beleza exterior reside na beleza facial e corporal, a beleza interior reside na inteligência. A ignorância é inimiga da humanidade e inevitavelmente aumenta o sofrimento dos ignorantes. Segundo o Imam, a ignorância não é um defeito que possa ser curado simplesmente com ensino e treinamento; tentar educar uma pessoa ignorante é esperar um milagre. À luz de tais concepções de conhecimento e ignorância, ser inteligente é radicalmente incompatível com a busca de coisas e vantagens mundanas. Também lhe é atribuído o ditado: ‘Se [todas] as pessoas do mundo fossem inteligentes, o mundo teria caído em ruínas [por falta de atenção humana]’. Outro ditado aponta para a ligação entre a ignorância (jahl) e a negligência (ghafla): “Aquele que dorme muito, sonha muito”. Aqui, “dormir” é uma metáfora para buscar coisas mundanas e “sonhar” para obtê-las. 
Imam al-Askari sustentou que os direitos devidos a Deus não poderiam ser exercidos por aqueles que careciam de sabedoria e conhecimento: 'Ninguém, exceto uma pessoa verdadeiramente grata, reconhece as graças [divinas], e ninguém que carece de conhecimento profundo (maʿrifa) pode prestar o obrigado devido por essas recompensas. O reconhecimento de tais bênçãos era considerado uma qualidade dos descendentes do Profeta, mas ele também apelou aos seus seguidores para que demonstrassem conhecimento e perspicácia em relação a elas. Desde que se tenha tal conhecimento, nenhum dom divino é grande demais para ser devidamente reconhecido por meio de louvor e agradecimento a Deus. 

#### Alcorão e hadith
Imam Askari enfatizou o Alcorão e o hadith como fontes primárias de conhecimento. Isto é particularmente perceptível em breves declarações e cartas atribuídas a ele, como uma para Ishaq b. Ismail Nisaburi, um para Ali ibn Babawayh al-Qummi, e um longo discurso sobre a unidade divina (tawhid) encontrada nas tradições dos Imames. As influências do Alcorão são discerníveis em outros discursos dele, e numerosas passagens são, na verdade, paráfrases de versículos do Alcorão. Às vezes, todo o texto de um hadith contém citações e/ou paráfrases. No início de uma de suas orações por tawassul (intercessão), por exemplo, os versos iniciais da Sūra 55 (al-Raḥmān) são reformulados.  Uma dimensão chave dos ensinamentos do Imam al-Askari é constituída pela sua hermenêutica do Alcorão. Exemplos são os seus comentários sobre o Basmala, ou seja, a fórmula “Em Nome de Deus, o Todo-Misericordioso, o Compassivo”; e as seguintes passagens; ‘Só a ti adoramos e só a tua ajuda buscamos’ (Q 1:5); ‘E quando teu Senhor tirou dos filhos de Adão...’ (Q 7:127); ‘Deus apaga e confirma como quer’ (Q 13:39); ‘Ó meu querido pai, por que você adora aquilo que não pode estar aqui nem ver?’ (Q 19:42); e ‘de Deus é a ordem, antes e depois’ (Q 30:4). Há um comentário detalhado (tafsīr) sobre o Alcorão atribuído ao Imam al-Askari. A sua atribuição ao Imam, no entanto, tem sido posta em causa. Em termos de doutrina, o tafsīr está de acordo com as obras exegéticas xiitas escritas na época de Hasan al-Askari. 
De acordo com a doutrina xiita, todos os ditos relatados do Imam al-Askari se enquadram na categoria de hadith, incluindo aqueles que são meras citações de seus ancestrais. O Imam estava profundamente preocupado com as Tradições Proféticas. Numa súplica, ele ora pedindo sucesso em seguir os passos do Profeta e de sua família e se tornar um digno sucessor deles. O Imam al-Askari, como autoridade em hadith, foi amplamente ignorado pelos estudos sunitas; no entanto, Ibn al-Jawzi o descreve como um estudioso e transmissor (rāwī) confiável (thiqa).   As fontes xiitas também contêm uma série de tradições proféticas narradas pelo Imam al-Askari. O número de hadith sobre testamentos e legados sugere que este foi um tema crítico para os seguidores do Imam al-Askari. 

#### Jurisprudência (fiqh)
Um dos apelidos do Imam al-Askari é al-faqīh (jurisprudente).  Isso sugere que o Imam era um jurista distinto. Uma categoria de Tradições dele lida com uma variedade de questões de lei sagrada. Na medida em que a codificação do madhhab xiita ou escola de jurisprudência foi amplamente concluída pelo sexto, sétimo e oitavo imãs, a tarefa que permaneceu consistiu amplamente em elaborar certos ramos da lei islâmica; especificamente, em lidar com questões que eram recém-surgidas ou eram de preocupação especial. 
Entre as questões que se sabe terem surgido nos círculos xiitas durante o tempo do Imam al-Askari estava a do avistamento da lua no início do Ramadã. Havia dois pontos de vista opostos: um, popularmente conhecido como ‘observadores’ (aṣḥāb al-ruʾya), dependia da observação da lua crescente; o outro, popularmente conhecido como ‘contadores’ (aṣḥāb al-ʿadad), contava os dias do mês. Um hadith do Imam al-Askari favorece a última abordagem; mas em tempos posteriores, com o desaparecimento dos ‘contadores’, este hadith foi marginalizado.  Outra questão que assumiu proeminência suficiente para exigir a atenção frequente do Imam al-Askari foi a dos khums, a quinta parte dos despojos de guerra pagáveis ao governante sob a lei sunita, que sob a lei xiita era compartilhada entre os descendentes do Profeta e o Imam da Era.  A coleta e distribuição de khums eram supervisionadas por Hasan al-Askari. É curioso que nem um único hadith seja relatado por Hasan al-Askari sobre os khums. A preocupação com o pagamento dos khums como evidência de lealdade por parte de seus seguidores era importante para os imãs. Os agentes de Al-Askari (como mencionado) coletaram os khums em seu nome. 
O Imam al-Askari fez contribuições para as causas raízes dos fenômenos e eventos (ʿilal takwīniyya); e sobre as decisões da lei sagrada (ʿilal al-sharāʾiʿ). Entre as questões de causalidade discutidas em seus hadiths estão a criação da humanidade; por que a filha do Profeta, Fátima, tem o epíteto al-Zahra; e as ligações entre a grosseria com os pais na infância e a desobediência para com eles na idade adulta; entre a pecaminosidade e ser afligido pela pobreza; e entre a mentira e outros pecados. Mesmo quando a causalidade em questão cai dentro do domínio da jurisprudência, a etiologia buscada nos hadiths do Imam tende a ser do tipo não legal (takwīnī), mostrando uma preferência implícita de sua parte por provas e argumentos com base na causa em vez de por analogia (qiyās).  Por exemplo, a razão para o jejum ser obrigatório é para que os ricos ‘provem a comida da fome’ e, consequentemente, sintam compaixão pelos necessitados. 

#### Ensinamentos sobre Ética e Ascetismo

##### Princípios éticos
Um conceito ético que veio à tona durante os séculos II/VIII e III/IX, comum aos sunitas e ʿAlids, é o de waraʿ (escrupulosidade, prudência, abstinência). Isso envolve, principalmente, evitar qualquer coisa duvidosa; por exemplo, comida paga pela riqueza de funcionários do estado e sultões. Também envolve prestar atenção escrupulosa às ordenanças de Deus. Os seguidores do Imam al-Askari foram intimados a imitar seu exemplo. O Imam al-Askari explicou o conceito observando que as pessoas com mais waraʿ eram aquelas que, sempre que enfrentavam algo duvidoso, se abstinham disso. 
Outros hadiths do Imam oferecem definições de outros termos: o mais asceta (zāhid) das pessoas é aquele que renuncia a tudo o que é ilegal; aquele que exerce o maior esforço espiritual (ijtihad) é aquele que renuncia a todo pecado; e o mais assíduo em suas devoções (mutaʿabbid) é aquele que realiza tudo o que lhe é incumbido. 

##### Confiança em Deus (tawakkul)
Um aspecto dos ensinamentos éticos do Imam al-Askari diz respeito à colocação de total confiança em Deus (tawakkul). De acordo com uma Tradição relatada por ele, 'Quem abraça a bondade, Deus concedeu [isso] a ele; quem evita o mal, Deus cuidou dele'. É relatado que ele disse: 'Não há infortúnio (baliya) que Deus não tenha envolvido com alguma bênção' - um sentimento destinado a gerar confiança em Deus (tawakkul).  Ter confiança em Deus traz purificação da alma de desejos e inclinações inapropriados. Os ensinamentos do Imam al-Askari também defendem o exercício da moderação e da circunspecção, mesmo em questões de observância religiosa. Ao mesmo tempo em que ordenava que seus seguidores fossem assíduos em atos de adoração, ele também os instruiu a evitar ir a extremos nisso, lembrando-os de que a adesão religiosa consiste em realizar o que é obrigatório. 

##### Humildade e Retidão
Uma proporção significativa dos ensinamentos do Imam al-Askari está relacionada a questões de vida e comportamento ético. Um aspecto fundamental de seu sistema ético é a virtude da humildade como a marca registrada da excelência de caráter.  Ele descreve a humildade como uma bênção cujo possuidor nunca é invejado. Ele proibiu buscar alto status ou uma posição de autoridade, uma maneira provável de cair na perdição.  O Imam al-Askari identificou traços de caráter que têm efeitos positivos e negativos na sociedade. A raiva era a chave para todo mal ; a malícia tira a paz de espírito, e aqueles que a abrigam são as pessoas mais inquietas; as piores pessoas são indivíduos de duas caras que caluniam e que invejam as bênçãos dos outros e se alegram com seus infortúnios. O mais insuportável é ter um vizinho que se cala sobre qualquer coisa boa que vê, mas que não consegue ver nada ruim sem divulgá-lo aos outros ; e qualquer um que não tenha a devida consideração pelo bom nome dos outros também está longe de ter a devida consideração e temor a Deus. 
O Imam acreditava que não se deve falar ou se comportar com tanta graça e gentileza a ponto de causar dificuldade ou constrangimento aos outros; é falta de educação manifestar alegria na presença de alguém que está triste; e a pessoa mais adequada para demonstrar afeição é aquela que foi aborrecida pelos outros.  Em muitas ocasiões, o silêncio é louvável; o coração de um tolo está em sua boca, mas a boca de um homem sábio está em seu coração.   O Imam ensinou que aqueles em posição de autoridade devem cuidar daqueles abaixo deles. Outra de suas máximas: "Toda experiência traz novo conhecimento; tomar nota é encontrar um caminho; e é suficiente como autodisciplina abster-se de fazer qualquer coisa que não goste nos outros".  

##### Interações sociais e relações inter-religiosas
O Imam al-Askari não era um defensor da vida solitária: ele encorajava seus seguidores a ter interações sociais extensas com todos os muçulmanos, mesmo aqueles adeptos de escolas de pensamento opostas às suas.  Em conformidade com uma longa tradição dos Imams, ele exortou os xiitas a rezarem ao lado de seus companheiros muçulmanos, a participarem de seus ritos funerários, a visitarem seus doentes e a observarem todos os seus direitos.   Em outro hadith, ele os aconselhou a serem bons vizinhos e a serem úteis para aqueles que vivem ao redor deles, independentemente de sua persuasão religiosa.   Ele ensina, como um contrapeso a essas interações sociais, que todo adorador precisa cultivar uma intimidade (uns) com Deus, o que implica estar separado de outras pessoas. Tal proximidade com Deus engendra confiança Nele; e isso, por sua vez, permitirá que alguém se associe a outras pessoas sem que isso seja prejudicado por expectativas de ganho (social ou econômico). 

### Máximas Curtas
A seguir estão algumas das máximas transmitidas pelo Imam Abu Muhammad al-Askari. Ele disse:
1. “Um crente é uma bênção para um crente e uma autoridade para um descrente.” 
2. “O coração de um tolo está em sua boca, e a boca de um homem sábio está em seu coração.” 
3. “A raiva é a chave para todo mal.” 
4. “Um rancoroso é o menos confortável.” 
5. “O mais piedoso das pessoas é aquele que se abstém diante da suspeita. O mais adorável das pessoas é aquele que mantém as obrigações. O mais asceta é aquele que se abstém de coisas ilícitas. O melhor mujtahid é aquele que se abstém de pecados.”
6. “Que nenhum meio de vida seguro o torne ocupado demais para realizar uma ação obrigatória.”
7. “Aquele que excede em algo é como alguém que carece dessa coisa.” 
8. “Sempre que um poderoso desiste da verdade, ele se torna baixo, e sempre que um baixo a mantém, ele se torna poderoso.” 
9. “O amigo de um ignorante está sempre cansado.” 
10. “Existem duas qualidades tais que não há qualidade acima delas: fé em Alá e servir aos irmãos.” 
11. “A impertinência de uma criança na infância diante de seu pai a torna desleixada na idade adulta.” 
12. “Não é por polidez mostrar alegria diante de uma pessoa aflita.” 
13. “Melhor do que a vida é aquilo que, se você perder, você odiará a vida, e pior do que a morte é aquilo que, se vier a você, você amará a morte.” 
14. “Domesticar uma pessoa ignorante e prevenir uma pessoa com hábitos imutáveis desses hábitos é como um milagre.” 
15. “A humildade é uma bênção que não é invejada.” 
16. “Não seja generoso com alguém com o que pode ser pesado para ele.”9 
17. “Aquele que aconselha seu irmão secretamente lhe faz bem, e aquele que o aconselha abertamente lhe faz mal.” 
18. “Quão ruim é para um fiel quando ele tem um desejo por algo que o degrada.” 

19. “É suficiente para você ser educado que você evite o que odeia nos outros.” 
20. “O mais fraco dos inimigos em astúcia é aquele que mostra sua inimizade.” 
21. “O melhor de seus irmãos é aquele que esquece seu erro contra ele e se lembra de sua bondade para com ele.” 
22. “Boa figura é beleza aparente, e boa mente é beleza oculta.” 
23. “Aquele que não respeita as pessoas, não respeita a Allah.” 
24. “Vícios foram colocados em uma casa cuja chave está deitada.” 
25. “Seguir alguém de quem você espera é melhor do que permanecer com alguém de cujo mal você não se sente seguro.” 
26. “A ignorância é inimiga e o discernimento é autoridade, e aquele a quem a paciência não faz sofrer agonias de raiva, não sentirá a paz do coração.” 
27. “O presente de um generoso faz você ser amado por ele, e o presente de um mesquinho faz você ser baixo para ele.” 
28. “Quem é tal que a piedade é seu hábito, e as virtudes são suas vestes, será vitorioso sobre seus inimigos por seu bom louvor, e será fortalecido contra defeitos por sua boa menção.” 
29. “Aquele que elogia alguém indigno, torna-se como uma pessoa acusada.” 
30. “Ninguém conhece (a realidade de) uma bênção, exceto o grato, e ninguém é grato a uma bênção, exceto o conhecedor.” 
31. “Ficar acordado torna o sono mais agradável, e a fome torna a comida mais deliciosa.” 
32. Ele disse a al-Mutawakkil, o califa abássida: “Não espere boa vontade de alguém a quem ofendeu, nem lealdade de alguém a quem traiu, nem sinceridade de alguém a quem suspeitou, porque o coração dos outros em relação a você é como o seu coração em relação a eles.” 
33. “É por ignorância rir sem razão.” 
34. “A fala de Allah tem preferência sobre todas as falas, assim como Ele tem preferência sobre Sua criação. E nossa fala tem preferência sobre a fala das pessoas, assim como nossa preferência sobre elas.” 
35. “É por humildade cumprimentar todos por quem você passa e sentar-se em outro lugar que não o distinto em uma reunião.” 
36. “As pessoas mais dignas de (seu) amor são aquelas que o confortam.” 
37. “Dos desastres que quebram as costas de alguém está o vizinho que, se vê uma boa ação, a esconde, e se vê uma má ação, a espalha.” 
38. “Não discuta com os outros para que você perca a seriedade, e não brinque para que seja ousado contra você.” 

### Os alunos e associados do imã
Embora o Imam não tenha sido capaz de se envolver na propagação generalizada do conhecimento devido aos Três. restrições impostas a ele pelo governo abássida, ele ainda conseguiu treinar e educar várias figuras importantes do mundo muçulmano. Cada um desses indivíduos passou a desempenhar papéis muito eficazes na difusão do conhecimento islâmico e na resolução de diversas dúvidas que foram espalhadas pelos inimigos do Islã. (Pishvai-57) Shaykh Tusi registrou o número de alunos do Imam como superior a 100 indivíduos. (Pishavi-57) O historiador xiita Baqir Shireq al-Qurashi em seu livro "A Vida do Imam Askari" nomeia 107 alunos e companheiros do Imam Askari e dá uma breve explicação sobre cada um deles.  existem duas listas de colegas e alunos do Imam al-Askari. Um de al-Barqi e outro de al-Tosi. Entre as figuras notáveis citadas estão Abd al-Āṣim b. Abd Allah al-Hasani, Saʿd b. Abd Allah al-Asharī al-Qummi, Abd Allah b. Jafar al-Ḥimyarī, Muhammad b. al-Husain b. Abi al-Khaṭṭāb al-Kufi, Abu Hashim Dawud n. Qasim al-Jafari, Muhammad b. Ṣāliḥ al-Armanī, Harun b. Muslim al-Kātib, Abu Ali Isḥāq b. Ahmad al-Qummi, Sahl b. Ziyad al-Ādamī, Dāwūd b. Amir al-Asharī al-Qummi, Muhammad b. ʿĪsā al-Yaqṭīnī, Muhammad b. Ali al-Tustarī, Ahmad b. Muhammad al Sayyari, Ali b. Muhammad al-Ṣaymarī, Ismail b. Ishaq al-Nisaburi, Ibrahim n. ʿAbda al-Nisaburi, Ahmad b. Hammād al-Maḥmūdī, Ibrahim b. Maomé b. Faris al-Nisaburi, Ahmad b. Idris al-Qummi e al Husain b. Ishkib al-Marwazi. Outras fontes sugerem que figuras conhecidas como al-Balādhurī e o poeta Ibn al-Rumi também estavam entre seus associados. 
As respostas dadas pelo Imam Hasan al-Askari às questões colocadas pelos seus alunos foram compiladas num livro, do qual não sobreviveu nenhuma cópia. Algumas indicações de seu conteúdo podem ser encontradas em obras bibliográficas xiitas, como al-Masāʾilwa al-tawqīʿāt de al-Ḥumayrī; al-Masāʾil de Abū Ṭāhir Muhammad b. Suleyman al-Zirārī; e al-Masāʾil de Muhammad b. Hasan al-Ṣaffār al-Qummi. 

## Os livros dele

### Interpretação do Alcorão
Uma das famosas primeiras interpretações do Alcorão é atribuída a Alascari, que foi confirmada por vários estudiosos xiitas, como Xeique Saduque e Xeique Mufide. Este comentário, que está disponível até o final do versículo 282 da Surata Al-Baqarah, começa com narrações sobre as virtudes do Alcorão e a interpretação e etiqueta de recitar o Alcorão, e continua com hádices contendo as virtudes do Alcorão. Ahl al-Bayt e os males dos inimigos do Ahl al-Bayt. Houve inúmeras discussões sobre a tradição profética, especialmente sobre a relação entre o profeta e os judeus. A maioria das narrações são longas e detalhadas, de modo que às vezes uma narração cobre várias páginas.

### Sahifa al-Askariya
O Sahifa al-Askariya' é uma coleção de orações ensinadas por Haçane Alascari, que inclui louvar a Deus, bênçãos no Ahl al-Bayt, buscar refúgio em Deus do mal dos inimigos, guardar os invejosos, pragas, doenças, dores e problemas; E também em uma oração pelo estabelecimento da justiça no mundo com a ressurreição do Mahdi foi anunciado e exigido. Também inclui as orações que ele enviou a seus companheiros em cartas.

## Morte
De acordo com uma narração bem conhecida, Haçane Alascari morreu na sexta-feira, 8 de Rabi al-Awal, 260 AH, aos 29 anos. Ele foi enterrado em sua casa em Samarra, ao lado de seu pai Alhadi. Após a morte de Alascari, os mercados da cidade foram fechados e autoridades políticas e o público compareceram ao seu funeral. Há desacordo sobre a causa da morte de Haçane Alascari; Segundo os xiitas, Alascari foi morto com o veneno do califa, mas outros acreditam que ele morreu de uma doença. Fontes posteriores, citando envenenamento, relataram que o califa da época lamentou sua ordem de matá-lo, então enviou médicos à sua casa para buscar tratamento, mas seus esforços foram em vão, e o veneno levou à morte de Haçane Alascari. Segundo alguns historiadores, seu assassinato é bastante provável, devido aos registros de sua prisão e do perigo que sempre colocou em risco sua vida pelo regime no poder, e que ele foi considerado uma figura da oposição política e que sua morte ocorreu em tenra idade. Pode ser a razão pela qual ele foi morto.

### Santuário de Alascari
Tanto xiitas quanto sunitas acreditam que Haçane Alascari foi enterrado ao lado de seu pai, Ali Alhadi, em sua própria casa. Esta casa estava localizada em um bairro chamado Ascar Almotácime. Nenhuma informação foi registrada da história deste edifício até 333 AH. Então, em 337 AH, Almuiz Daulá Dailami colocou caixões de madeira nas tumbas do santuário de Alascari, e depois dele, em 368 AH, seu irmão reconstruiu a cúpula e o pátio do santuário e expandiu o pátio. Por volta do ano 450 AH, outro tribunal foi construído no santuário de Alascari. Este edifício foi destruído num incêndio em 640 AH e foi reconstruído como o antigo edifício por ordem de Almostancir. Este edifício foi reconstruído por um incêndio em 1106 AH e foi reparado e reconstruído por ordem do rei Hussein Safavid. Durante este período, um santuário foi projetado no Irã e instalado nesses túmulos. Em 1200 AH, por ordem de Amade Cã Dambali - o governante do Azerbaijão - o santuário de Alascari foi reconstruído modelando o mapa do santuário de Ali em Najafe. Esta reconstrução permaneceu inacabada com a morte de Amade Cã até que seu filho Huceingueli Cã a completou. Durante este período, um túmulo foi colocado no túmulo de Hakimeh Catum e Narjis Catum. Na Era Cajar, de acordo com o testamento de Amir Cabir, um terço de sua propriedade foi usado para reconstruir o santuário de Alascari. Nesta reconstrução, a cúpula foi dourada e o alpendre e o pátio foram reparados. No início do século XIV AH, o santuário e os pórticos eram espelhados e um grande relógio foi instalado na porta da quibla. Em 23 de Moarrão 1427 Ah, um grupo salafista atribuído à al-Qaeda bombardeou o santuário de Alascari e, como resultado dessa explosão, a cúpula e partes do santuário foram destruídas.

## Perspectivas

### Perspetiva sunita
- A seguir está uma seleção do que os estudos sunitas disseram sobre o Imam Hasan b. Muhammad al-Askari:
- Sabb b. Jowzi (falecido em 654 AH) descreve o Imam Hasan b. Muhammad al-Askari nos seguintes termos: “Ele era um estudioso e um [transmissor de hadith] confiável e confiável (thiqa)'' [68]
- Khairuddin az-Zarkali diz: ‘Imam Hasan b. Muhammad al-Askari seguiu os passos de seus antepassados justos em sua piedade e dedicação à devoção e adoração a Deus.” [68]
- Ali bin Muhammad al-Maliki conhecido como ibn as-Sabbagh disse: 'As qualidades de nosso pai Abu Muhammad al-Hasan al-Askari mostram que ele é um mestre, e filho de um mestre, que ninguém jamais duvida ou suspeita de seu imamato. Saiba que se uma boa qualidade fosse vendida, o vendedor era outro e ele era o comprador…. Ele era único em seu tempo, sem igual, e era aquele sem igual. Ele era o mestre do povo do seu tempo e o imã do povo da sua época. Suas palavras eram verdadeiras e suas ações eram louváveis. Se as pessoas boas de sua época fossem como um poema, ele seria o verso principal desse poema, e se fossem organizados como um colar, ele seria a pérola única do meio. Ele era o cavaleiro do conhecimento com quem não era possível acompanhar, e era o explicador de mistérios com quem não era possível discutir. Ele foi o revelador dos fatos pelo seu pensamento verdadeiro, e o revelador dos minutos pela sua razão aguçada. Ele era o informado no segredo do invisível. Ele era bem nascido, de alma elevada e essência elevada…’ [69]
- Yusuf al-Nabhani disse: ‘Al-Hasan al-Askari foi um dos imãs de nossos mestres, o grande Ahlul Bayt, e um de seus nobres chefes (que Allah esteja satisfeito com eles). Ash-Shabrawi o mencionou em seu livro “al-Ittihaf Bihubil Ashraf”, mas ele resumiu sua biografia e não mencionou nenhum charme seu. No entanto, eu mesmo testemunhei um encanto para ele. No ano de 1296 AH, viajei para Bagdad vindo de Koy Sanjaq, uma das aldeias curdas, onde era juiz, mas deixei-a antes de completar o período especificado devido aos elevados custos e à seca que prevaleceram no Iraque naquele ano. Viajei de barco, que era um meio de transporte aquático. Quando o barco chegou a Samarra’, que era a capital dos califas abássidas, gostávamos de visitar (o santuário do) Imam al-Hasan al-Askari. Quando cheguei ao seu túmulo sagrado, algo espiritual aconteceu comigo que nada parecido jamais havia acontecido comigo... foi o seu encanto. Então recitei, tantos quantos pude, versículos do Alcorão, supliquei a Allah com algumas du’as e fui embora.’ [70]